# Miyabi
Miyabi (雅) é um dos tradicionais ideais estéticos japoneses, embora não tão prevalente como Iki ou Wabi-sabi. Em japonês moderno, a palavra é geralmente traduzida como "elegância" "refinamento", ou "cortesania" e por vezes refere-se a "destruidor/a de corações".

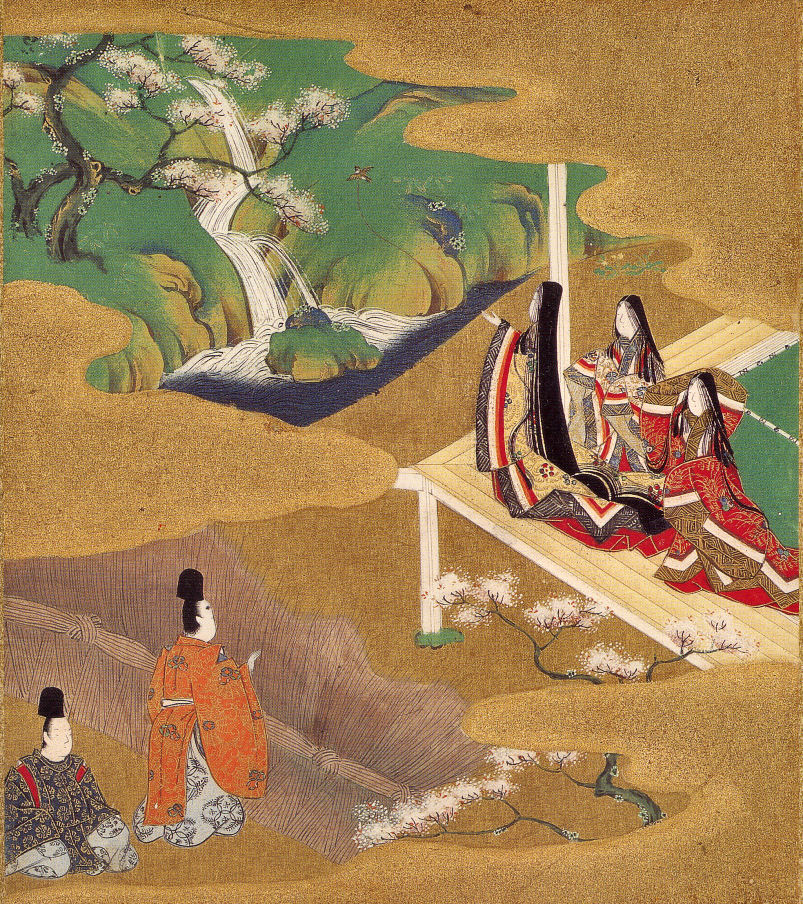
Arte do Miyabi no Período Heian - Genji Monogatari.

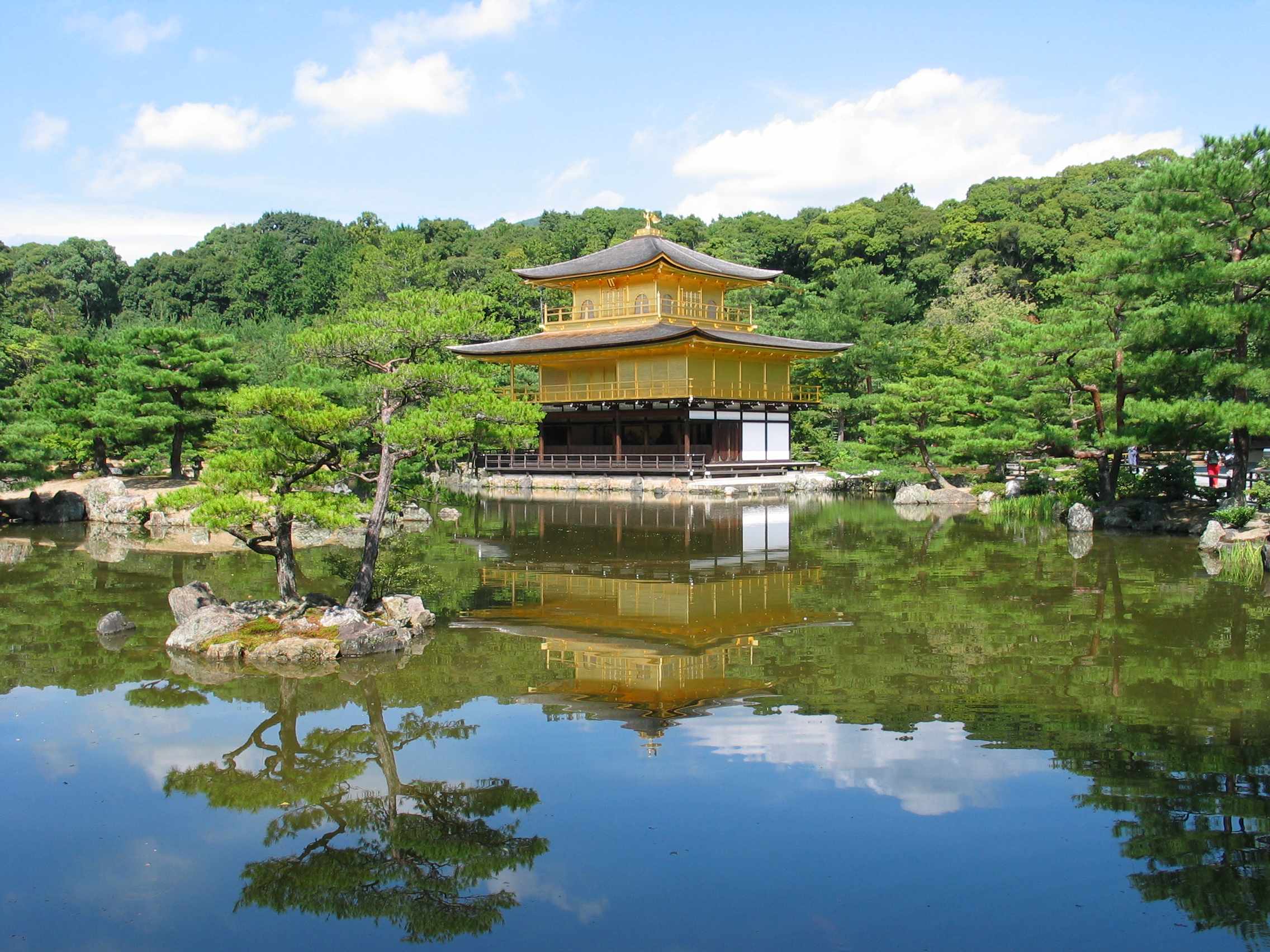
Arte do Miyabi no Período Muromachi. Templo dourado (Kinkaku-ji em Kyoto).

O ideal representado pela palavra exigia a eliminação de tudo o que era um absurdo ou vulgar e o "polimento dos costumes, dicção e sentimentos de eliminar toda a aspereza e a crueza de modo a alcançar a maior graça." O conceito manifesta a sensibilidade para a beleza a qual foi marca do período Heian. Miyabi está é estritamente associado à noção de autoconsciência, uma consciência agridoce da transitoriedade das coisas, e, assim, pensava-se que as coisas em declínio mostram um grande senso de Miyabi. Um exemplo disto seria o de uma árvore cerejeira solitária. A árvore em breve perderia suas flores e seria despojada de tudo o que fez de bonito e por isso mostra não só autoconsciência, mas também Miyabi no processo.
Os adeptos dos ideais de Miyabi esforçam-se para livrar o mundo de formas brutas ou a estética e as emoções que eram comuns em obras de arte do período Heian, tais como os contidos em Man’yōshū, a mais antiga colecção existente de poesia japonesa. O Man’yōshū continha poemas de pessoas de todos os caminhos da vida, muitos dos quais estavam em contraste com as sensibilidades do Miyabi. Por exemplo, um poema na coleção comparou o cabelo de uma mulher às entranhas de um caracol. Os ideais do Miyabi são firmemente contra o uso de metáforas como esta. Além disso, a valorização do Miyabi e seu ideal foi utilizado como um marcador de diferenças de classe. Acreditava-se que apenas os membros da classe superior, os cortesãos, podem realmente apreciar o funcionamento do Miyabi.
O Miyabi na verdade limitava a forma como a arte e poemas poderiam ser criados. Miyabi tentou ficar longe do rústico e bruto, e, assim, impediu que os cortesãos, tradicionalmente treinados, expressem sentimentos verdadeiros nas suas obras. Nos anos seguintes, Miyabi e a sua estética foram substituídos por ideais inspirados pelo zen, como Wabi-sabi, Yugem e Iki.
Os personagens do romance clássico japonês do século XI Genji Monogatari (源氏物語), de Murasaki Shikibu, fornecem vários exemplos excelentes da verdadeira natureza de Miyabi.
O definição atual do Miyabi no Japão não é a mesma que inicialmente floresceu durante o período Heian. O conceito referia-se a um tipo de beleza mais ousada e de longe mais ornamentada do que realmente o é, na atualidade. Agradar ou refinar os sentimentos através dos cheiros das flores, das madeiras raras, aplicados nos lugares com essências e incensos trazia aos japoneses um sentimento de elevação espiritual. Celebrar o aroma sentido das flores de cerejeira era um grande evento na família e na comunidade japonesa, as quais se tornaram num Miyabi, símbolo do Japão.